# Permanent Vacation
Permanent Vacation é o nono álbum de estúdio da banda norte-americana de hard rock Aerosmith. Lançado em 18 de agosto de 1987, e possui 12 canções.
Este álbum é considerado por muitos fãs como um divisor de águas entre o período das drogas e o período do novo Aerosmith livre das drogas. Por este e outros motivos, trouxe a banda de volta as paradas de sucesso dos Estados Unidos com os hits "Dude (Looks Like a Lady)" (14º lugar nas paradas), "Rag Doll" (17º lugar nas paradas), e o top 10 "Angel", que chegou ao top 3º lugar nas paradas, e foi muito elogiada por críticos. A canção conta com uma excelente performance de Joey Kramer na bateria, e também um ótimo solo de Joe Perry.
Este álbum também possui um cover, a faixa 11 "I'm Down", escrita por John Lennon e Paul McCartney, e gravada originalmente pelos Beatles.
Permanent Vacation recebeu múltiplas certificações de platina. Em 1995 chegou ao status de 5x Platina nos Estados Unidos. Só nos Estados Unidos o álbum vendeus mais de 5 milhões de cópias.

## Faixas
1. "Heart's Done Time" (Joe Perry, Desmond Child) – 4:42
2. "Magic Touch" (Steven Tyler, Perry, Jim Vallance) – 4:40
3. "Rag Doll" (Tyler, Perry, Vallance, Holly Knight) – 4:21
4. "Simoriah" (Tyler, Perry, Vallance) – 3:21
5. "Dude (Looks Like a Lady)" (Tyler, Perry, Child) – 4:23
6. "St. John" (Tyler) – 4:12
7. "Hangman Jury" (Tyler, Perry, Vallance) – 5:33
8. "Girl Keeps Coming Apart" (Tyler, Perry) – 4:12
9. "Angel" (Tyler, Child) – 5:10
10. "Permanent Vacation" (Tyler, Brad Whitford) – 4:52
11. "I'm Down" (John Lennon, Paul McCartney) – 2:20
12. "The Movie" [instrumental] (Tyler, Perry, Whitford, Tom Hamilton, Joey Kramer) – 4:00

## Créditos
- Tom Hamilton - baixo
- Joey Kramer - bateria
- Joe Perry - guitarra, percussão, vocais, background vocais
- Steven Tyler - gaita, percussão, teclado, vocais, flauta
- Brad Whitford - guitarra, guitarra-base

## Charts
| Críticas profissionais | Críticas profissionais |
| Avaliações da crítica  | Avaliações da crítica  |
| Fonte                  | Avaliação              |
| ---------------------- | ---------------------- |
| allmusic               | [ 2 ]                  |
| Rolling Stone          | [ 3 ]                  |
| Robert Christgau       | C+                     |

Álbum – Billboard (EUA)
| Ano  | Chart             | Posição |
| ---- | ----------------- | ------- |
| 1987 | The Billboard 200 | 11      |

Singles – Billboard (EUA)
| Ano  | Single                     | Chart                  | Posição |
| ---- | -------------------------- | ---------------------- | ------- |
| 1987 | "Dude (Looks Like A Lady)" | Mainstream Rock Tracks | 4       |
| 1987 | "Dude (Looks Like A Lady)" | The Billboard Hot 100  | 14      |
| 1987 | "Hangman Jury"             | Mainstream Rock Tracks | 14      |
| 1987 | "Rag Doll"                 | Mainstream Rock Tracks | 12      |
| 1988 | "Angel"                    | Mainstream Rock Tracks | 2       |
| 1988 | "Angel"                    | The Billboard Hot 100  | 3       |
| 1988 | "Dude (Looks Like A Lady)" | Hot Dance Club Play    | 41      |
| 1988 | "Rag Doll"                 | The Billboard Hot 100  | 17      |

## Certificações
| Organização | Nível      | Data                    |
| ----------- | ---------- | ----------------------- |
| RIAA - EUA  | Ouro       | 10 de Novembro de 1987  |
| RIAA - EUA  | Platina    | 8 de Dezembro de 1987   |
| RIAA - EUA  | 2x Platina | 24 de Maio de 1988      |
| RIAA - EUA  | 3x Platina | 7 de Março de 1990      |
| RIAA - EUA  | 4x Platina | 9 de Novembro de 1994   |
| RIAA - EUA  | 5x Platina | 10 de Fevereiro de 1995 |